# Landesregierung Ilg III
Die Landesregierung Ilg III war das von 1954 bis 1959 tätige Regierungskabinett der Vorarlberger Landesregierung. Sie wurde in der Landtagssitzung am 29. Oktober 1954 als dritte frei gewählte Landesregierung nach 1945 vom Vorarlberger Landtag bestellt. Den Landeshauptmann stellte mit Ulrich Ilg bereits zum dritten Mal die abermals mit absoluter Mandatsmehrheit im Landtag vertretene Vorarlberger Volkspartei.
Bei der Landtagswahl in Vorarlberg 1954 konnte die Volkspartei mit Spitzenkandidat Ilg ihre absolute Mandatsmehrheit von 16 Abgeordneten halten und den Stimmenanteil leicht um 1,5 % ausbauen. Die Wahlpartei der Unabhängigen hingegen musste im Vergleich zur letzten Wahl starke Verluste hinnehmen und verlor 3 ihrer ursprünglich 6 Mandate an die Sozialistische Partei Österreichs, welche damit ihre bereits 1945 erreichte Mandatsstärke von 6 Abgeordneten wiederherstellen konnte. Wie bereits in der vorangegangenen Landesregierung Ilg II wurde auch in dieser Regierungskonstellation von der ÖVP jeweils ein Landesrat der beiden anderen Parteien eingebunden. Zum Landesstatthalter wurde der vormalige Bundesrat Ernst Kolb bestellt.
Am 13. April 1957 verstarb der langjährige SPÖ-Landesrat Jakob Bertsch im Alter von 66 Jahren. Als sein Nachfolger wurde am 25. Mai 1957 sein Parteikollege Josef Schoder als neuer Landesrat für Fürsorge und Gesundheitswesen sowie Landesanstalten angelobt.

## Regierungsmitglieder
| Amt                                                     | Name           | Partei | Ressorts                                              |
| ------------------------------------------------------- | -------------- | ------ | ----------------------------------------------------- |
| Landeshauptmann                                         | Ulrich Ilg     | ÖVP    | Präsidium, Land- und Forstwirtschaft                  |
| Landesstatthalter                                       | Ernst Kolb     | ÖVP    | Gesetzgebung, Polizei, Innere Angelegenheiten, Kultur |
| Landesrat ab 25. Mai 1957 für Jakob Bertsch             | Josef Schoder  | SPÖ    | Fürsorge und Gesundheitswesen, Landesanstalten        |
| Landesrat                                               | Rudolf Kopf    | WdU    | ohne Geschäftsbereich                                 |
| Landesrat                                               | Oswald Schobel | ÖVP    | Schule und Kultus                                     |
| Landesrat                                               | Eduard Ulmer   | ÖVP    | Wirtschaft und Straßenbau, Vermögenssicherung         |
| Landesrat                                               | Adolf Vögel    | ÖVP    | Finanzen, Wasser- und Hochbau                         |
| Vorzeitig ausgeschiedene Mitglieder der Landesregierung |                |        |                                                       |
| Landesrat verstorben am 13. April 1957                  | Jakob Bertsch  | SPÖ    | Fürsorge und Gesundheitswesen, Landesanstalten        |